# Nayariophyton
Nayariophyton es un género con dos especies de fanerógamas perteneciente a la familia  Malvaceae.

## Especies
| - Nayariophyton jujubifolium - Nayariophyton zizyphifolium |

- Datos: Q9049052
- Multimedia: Nayariophyton / Q9049052
- Especies: Nayariophyton